# Paranemastoma thessalum
Espèce
Synonymes
- Nemastoma thessalum Simon, 1885
- Crosbycus pentelicus Roewer, 1951

Paranemastoma thessalum est une espèce d'opilions dyspnois de la famille des Nemastomatidae.

## Distribution
Cette espèce se rencontre en Grèce et en Bosnie-Herzégovine.

## Description
Les femelles syntypes mesurent de 4 à 6 mm.

## Systématique et taxinomie
Cette espèce a été décrite sous le protonyme Nemastoma thessalum par Simon en 1885. Elle est placée dans le genre Paranemastoma par Novak en 2005.
Crosbycus pentelicus a été placée en synonymie par Rambla en 1968.

## Étymologie
Son nom d'espèce lui a été donné en référence au lieu de sa découverte, la Thessalie.

## Publication originale
- Simon, 1885 : « Arachnides recueillis dans la vallée de Tempé et sur le Mont Ossa (Thessalie), par M. le Dr. J. Stussiner (de Laibach). Études arachnologiques XXIV. » Annales de la Société Entomologique de France, vol. 5, p. 209–217 (texte intégral).